# Türkiye Kupası 2002/03

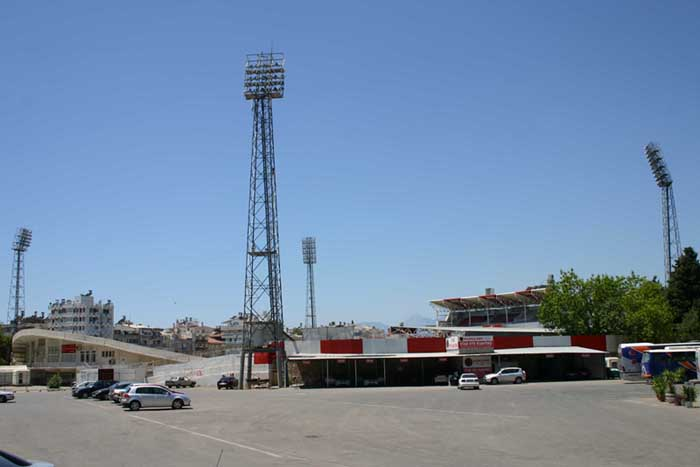
Antalya-Atatürk-Stadion (Außenansicht)

Die Türkiye Kupası 2002/03 war die 41. Auflage des türkischen Pokalwettbewerbes. Der Wettbewerb begann am 5. November 2002 mit der 1. Runde und endete am 23. April 2003 mit dem Finale. Im Endspiel trafen Trabzonspor und Gençlerbirliği Ankara aufeinander. Trabzonspor nahm zum elften Mal am Finale teil und Gençlerbirliği Ankara zum dritten Mal.
Trabzonspor besiegte Gençlerbirliği mit 3:1 und gewann diesen Wettbewerb zum sechsten Mal. Austragungsort war das Atatürk-Stadion in Antalya. 

## Teilnehmende Mannschaften
Für den türkischen Pokal waren folgende 48 Mannschaften teilnahmeberechtigt:
| Süper Lig die 18 Vereine der Saison 2001/02 | 2. Liga A Kategorie die 20 Vereine der Saison 2001/02 | 2. Liga B Kategorie die 10 Vereine aus der Aufstiegsrunde der Saison 2001/02                                                                        |
| Antalyaspor Beşiktaş Istanbul Bursaspor Çaykur Rizespor Denizlispor Diyarbakırspor Fenerbahçe Istanbul Galatasaray Istanbul Gaziantepspor Gençlerbirliği Ankara Göztepe Izmir İstanbulspor Kocaelispor Malatyaspor MKE Ankaragücü Samsunspor Trabzonspor Yimpaş Yozgatspor | Adanaspor Akçaabat Sebatspor Altay İzmir Ankaraspor Aydınspor Batman Petrolspor Dardanelspor Elazığspor Erzurumspor Gümüşhanespor Hatayspor Istanbul BB Izmirspor Kayseri Erciyesspor Kayserispor Konyaspor Sakaryaspor Şekerspor Siirt Jet-Pa Spor Sivasspor | Çankırıspor Darıca Gençlerbirliği Erzincanspor Gaziantep BB Gaziosmanpaşaspor Manisaspor Mersin İdman Yurdu Şanlıurfaspor Sidespor Türk Telekomspor |

## 1. Hauptrunde
Die 1. Hauptrunde fand am 5. und 6. November 2002 statt. In dieser Runde traten 33 Vereine an: die drei Absteiger der Süper Lig Saison 2001/02, alle Mannschaften der 2. Liga Kategorie A (2. Liga) und die zehn Mannschaften der 2. Liga Kategorie B-Aufstiegsrunde (3. Liga).
Gümüşhanespor erhielt das einzige Freilos und war für die 2. Hauptrunde direkt qualifiziert.
|                    | Ergebnis              |                       |
| ------------------ | --------------------- | --------------------- |
| Elazığspor         | 3:0 (1:0)             | Siirtspor             |
| Akçaabat Sebatspor | 1:5 (1:3)             | Çaykur Rizespor       |
| Ankaraspor         | 2:1 (1:0)             | Türk Telekomspor      |
| Çankırıspor        | 1:0 (1:0)             | Şekerspor             |
| Dardanelspor       | 2:1 (0:0)             | Manisaspor            |
| Erzincanspor       | 0:3 (0:0)             | Erzurumspor           |
| Gaziosmanpaşaspor  | 1:0 (0:0)             | Darıca Gençlerbirliği |
| Hatayspor          | 2:1 n. GG. (1:1, 0:0) | Adanaspor             |
| Izmirspor          | 1:4 (0:1)             | Altay Izmir           |
| Konyaspor          | 3:1 (1:0)             | Aydınspor             |
| Mersin İdman Yurdu | 1:2 n. GG. (1:1, 0:0) | Gaziantep BB          |
| Sakaryaspor        | 1:0 (0:0)             | Istanbul BB           |
| Sidespor           | 3:0 (2:0)             | Antalyaspor           |
| Sivasspor          | 2:0 (1:0)             | Kayserispor           |
| Şanlıurfaspor      | 1:0 (1:0)             | Batman Petrolspor     |
| Yimpaş Yozgatspor  | 1:0 (1:0)             | Kayseri Erciyesspor   |

## 2. Hauptrunde
Die 2. Hauptrunde wurde vom 3. Dezember bis 4. Dezember 2002 ausgetragen. Zu den 17 Siegern aus der 1. Hauptrunde nahmen hier die Erstligisten von Platz 1. bis 15. aus der Saison 2001/02 teil.
|                       | Ergebnis             |                      |
| --------------------- | -------------------- | -------------------- |
| Altay Izmir           | 1:2 n. GG (1:1, 0:0) | Kocaelispor          |
| MKE Ankaragücü        | 4:2 (3:2)            | Hatayspor            |
| Gaziantep BB          | 2:4 (0:2)            | Trabzonspor          |
| Konyaspor             | 1:0 (1:0)            | Fenerbahçe Istanbul  |
| Ankaraspor            | 2:1 (2:1)            | Bursaspor            |
| Çaykur Rizespor       | 2:1 (0:0)            | Gaziantepspor        |
| Diyarbakırspor        | 2:0 (1:0)            | Gaziosmanpaşaspor    |
| Elazığspor            | 0:2 (0:0)            | Beşiktaş Istanbul    |
| Gençlerbirliği Ankara | 2:1 (1:1)            | Erzurumspor          |
| Göztepe Izmir         | 2:1 (1:1)            | Gümüşhanespor        |
| İstanbulspor          | 0:1 (0:0)            | Sivasspor            |
| Sakaryaspor           | 0:3 (0:3)            | Malatyaspor          |
| Samsunspor            | 3:1 (1:0)            | Dardanelspor         |
| Sidespor              | 0:4 (0:1)            | Denizlispor          |
| Şanlıurfaspor         | 3:1 (0:1)            | Çankırıspor          |
| Yimpaş Yozgatspor     | 1:3 (0:2)            | Galatasaray Istanbul |

## Achtelfinale
Das Achtelfinale wurde am 18. Dezember 2002 ausgetragen.
|                       | Ergebnis              |                   |
| --------------------- | --------------------- | ----------------- |
| Çaykur Rizespor       | 1:0 (1:0)             | Samsunspor        |
| Diyarbakırspor        | 1:2 (1:0)             | Ankaraspor        |
| Gençlerbirliği Ankara | 6:0 (2:0)             | Göztepe Izmir     |
| Konyaspor             | 2:2 n. V. (3:4 i. E.) | Kocaelispor       |
| Malatyaspor           | 3:1 (1:1)             | Şanlıurfaspor     |
| Trabzonspor           | 5:2 (2:2)             | Sivasspor         |
| Denizlispor           | 1:2 (1:0)             | Beşiktaş Istanbul |
| Galatasaray Istanbul  | 1:0 (1:0)             | MKE Ankaragücü    |

## Viertelfinale
Das Viertelfinale wurde am 4. und 5. März 2003 ausgetragen.
|                      | Ergebnis              |                       |
| -------------------- | --------------------- | --------------------- |
| Galatasaray Istanbul | 1:2 (0:2)             | Malatyaspor           |
| Çaykur Rizespor      | 1:1 n. V. (4:1 i. E.) | Kocaelispor           |
| Trabzonspor          | 7:1 (6:0)             | Ankaraspor            |
| Beşiktaş Istanbul    | 3:4 n. GG. (3:3, 0:2) | Gençlerbirliği Ankara |

## Halbfinale
Das Halbfinale wurde am 9. April 2003 ausgetragen.
|                 | Ergebnis             |                       |
| --------------- | -------------------- | --------------------- |
| Malatyaspor     | 0:3 (0:2)            | Trabzonspor           |
| Çaykur Rizespor | 1:2 n.GG. (1:1, 0:1) | Gençlerbirliği Ankara |

## Finale
| Paarung               | Gençlerbirliği Ankara – Trabzonspor |
| Ergebnis              | 1:3 (1:2) |
| Datum                 | 23. April 2003 um 19:30 Uhr |
| Stadion               | Atatürk-Stadion, Antalya |
| Schiedsrichter        | Mustafa Çulcu (Gönen) |
| Tore                  | 0:1 Mehmet Yılmaz (9.) 0:2 Gökdeniz Karadeniz (31.) 1:2 Ahmed Hassan (44.) 1:3 Gökdeniz Karadeniz (70.) |
| Gençlerbirliği Ankara | Gökhan Tokgöz – Filip Daems, Abdel Zaher El-Saqua, Ümit Bozkurt Deniz Barış – Serkan Balcı, Thomas Zdebel (75. Nihat Baştürk), Okan Koç (76. Murat Salar), Ahmed Hassan – Bülent Karaman (46. Mustafa Gürsel), Veysel Cihan Cheftrainer: Ersun Yanal |
| Trabzonspor           | Michael Petkovic – Tayfun Cora, Oumar Dieng, Erdinç Yavuz, Hüseyin Çimşir – Lee Eul-yong, Hans Somers, Mehmet Aurélio, Gökdeniz Karadeniz – Mehmet Yılmaz (84. Muzaffer Bilazer), Fatih Tekke (76. Hasan Üçüncü) Cheftrainer: Samet Aybaba           |
| Gelbe Karten          | Serkan Balcı, Thomas Zdebel, Nihat Baştürk – Gökdeniz Karadeniz, Erdinç Yavuz, Hans Somers |

## Beste Torschützen
| Rang | Spieler       | Verein                      | Tore |
| ---- | ------------- | --------------------------- | ---- |
| 1    | Ahmed Hassan  | Gençlerbirliği Ankara       | 8    |
| 1    | Mehmet Yılmaz | Trabzonspor                 | 8    |
| 3    | İlhan Mansız  | Beşiktaş Istanbul           | 5    |
| 4    | Fatih Tekke   | Gaziantepspor / Trabzonspor | 4    |
| 4    | Fazlı Ulusoy  | Malatyaspor                 | 4    |